# 情熱 (ONE☆DRAFTの曲)
「情熱」（じょうねつ）は、日本のJ-POPグループ・ONE☆DRAFTの6枚目のシングルである。2009年5月13日発売。発売元はソニー・ミュージックアソシエイテッドレコーズ。

## 概要
- 前作「アイヲクダサイ」から4ヶ月ぶりのリリース。
- ミュージックビデオには巨人の坂本勇人が出演している。
- このシングルの発売前の2009年5月3日、福岡Yahoo!JAPANドームでプロ野球・ソフトバンク×ロッテ戦の試合開始前イベント「Asahi SUPER DRY MUSIC LIVE」に登場し歌唱。また発売後の同年8月16日には東京ドームで巨人×阪神戦の始球式も務め、試合終了後にスペシャルライブを行い歌唱した。

## 収録曲
1. 情熱
  - 作詞・作曲：LANCE／編曲：松浦晃久、佐々木聡作
  - 日本テレビ系「PRIDE&SPIRIT 日本プロ野球 2009」イメージソング
    - ミヤギテレビ・読売テレビ・広島テレビ・福岡放送は、ローカル放送でも使用している（札幌テレビ放送のローカル放送では、北海道地区と関係の深いアーティストの曲を使用する方針のためかMEN☆SOUL「がむしゃらファイター」を使用している）。
2. ターミナルII feat. Macheri
  - 作詞・作曲・編曲：LANCE
  - 1stアルバム「ONE FOR ALL」収録の「Arrival」はこの曲の後編である。
3. 昇陽
  - 作詞・作曲：LANCE／編曲：DJ MAKKI、LANCE